# Polikarpov I-16
De Polikarpov I-16 (Russisch: Поликарпов И-16) was een geavanceerd Sovjet-jachtvliegtuig toen het werd geïntroduceerd rond 1935. Deze vliegtuigen waren de ruggengraat van de Luchtmacht van de Sovjet-Unie aan het begin van de Tweede Wereldoorlog. Daarnaast werd het vliegtuig ingezet bij de Spaanse Burgeroorlog en de Slag bij Halhin Gol.

## Ontwikkeling
Al werkend aan de Polikarpov I-153 begon Nikolai Nikolaevich Polikarpov al aan de ontwikkeling van een geavanceerder eenpersoons jachtvliegtuig. Het vliegtuig had innovaties zoals een vrijdragende vleugel, een intrekbaar landingsgestel en een gesloten cockpit.

## Verwante onderwerpen

### Gerelateerd
- Polikarpov I-5
- Polikarpov I-15
- Polikarpov I-180

### Vergelijkbare vliegtuigen
- Gee Bee R-1
- Brewster Buffalo
- Fiat G.50
- Macchi MC.200
- Nakajima Ki-27
- Seversky P-35

### Volgorde van aanduiding
I-12 -
I-14 -
I-15 -
I-16 -
I-17 -
I-20